# Villers-sous-Châtillon
Villers-sous-Châtillon é uma comuna francesa na região administrativa do Grande Leste, no departamento de Marne. Estende-se por uma área de 4.84 km², e possui 213 habitantes, segundo o censo de 2018, com uma densidade de 44 hab/km².